# Comité Olímpico Nacional de Burundi
El Comité Olímpico Nacional de Burundi (en francés: Comité national olympique du Burundi) es la institución encargada de regir la participación de Burundi en los juegos olímpicos y las distintas competiciones dentro y fuera del continente africano. Es miembro de la Asociación de Comités Olímpicos Nacionales de África.
El Comité fue fundado en 1900 y reconocido oficialmente por el COI tres años más tarde. La primera participación de Burundi en los Juegos Olímpicos fue en el año 1996 (Juegos Olímpicos de Atlanta). Burundi participó únicamente en los juegos de verano. Su única medalla olímpica (de oro) la ganó en los Juegos de Atlanta.